# Ministère de la Science et de la Technologie
Cet article concerne un ministère vénézuélien. Pour son équivalent vietnamien, voir Ministère de la Science et de la Technologie (Viêt Nam).
Le ministère de la Science et de la Technologie (Ministerio del Poder Popular para Ciencia y Tecnología, en espagnol, littéralement, « ministère du Pouvoir populaire pour la Science et la Technologie ») est un ministère du gouvernement du Venezuela. Sa titulaire actuelle est Gabriela Jiménez depuis le 6 juin 2019.

## Chronologie
Le ministère de la Science, de la Technologie et de l'Innovation fusionne en 2014 avec le ministère de l'Éducation universitaire en septembre 2014 pour former le ministère de l'Éducation universitaire, la Science et la Technologie (ministerio del Poder Popular para la Educación Universitaria, Ciencia y Tecnología, en espagnol). Puis le 1er avril 2019, le ministère est de nouveau divisé en ministère de l'Éducation universitaire dont le titulaire César Trómpiz depuis août 2019 et ministère de la Science et de la Technologie dont la titulaire est Gabriela Jiménez depuis le 6 juin 2019.

## Liste des ministres

### Ministres de la Science et de la Technologie
| Image | Nom              | Parti | Début          | Fin         |
| ----- | ---------------- | ----- | -------------- | ----------- |
|       | Gabriela Jiménez |       | 2025           |             |
|       | Gabriela Jiménez |       | 6 juin 2019    | 2024        |
|       | Freddy Brito     |       | 1er avril 2019 | 6 juin 2019 |

### Ministres de l'Éducation universitaire, de la Science et de la Technologie
| Image | Nom                       | Parti | Début            | Fin              |
| ----- | ------------------------- | ----- | ---------------- | ---------------- |
|       | Hugbel Roa                |       | 4 janvier 2017   | 31 mars 2019 (?) |
|       | Jorge Arreaza             |       | 6 janvier 2016   | 4 janvier 2017   |
|       | Manuel Fernández Meléndez |       | 2 septembre 2014 | 6 janvier 2016   |

### Ministres précédents
Antérieurement à la fusion avec le ministère de l'Éducation universitaire en septembre 2014, le ministère s'intitulait « ministère de la Science, de la Technologie et de l'Innovation ».
| Image | Nom                    | Parti | Début           | Fin          |
| ----- | ---------------------- | ----- | --------------- | ------------ |
|       | Manuel Fernández       |       | 2013            | 2016         |
|       | Jorge Arreaza          |       | 2012 ?          | 2013 ?       |
|       | Ricardo Menéndez       |       | 2012 ?          | 2013 ?       |
|       | Jesse Chacón           |       | 2009            | 2010         |
|       | Nuris Orihuela         |       | 2008            | 2009         |
|       | Héctor Navarro         |       | 2007            | 2008         |
|       | Marlene Yadira Córdova |       | 2003            | 2006         |
|       | Nelson Merentes        |       | 26 février 2002 | 1er mai 2003 |
|       | Carlos Genatios        |       | 1999            | 2002         |